# 高橋駿太
高橋 駿太（たかはし しゅんた、1989年2月9日 - ）は、富山県射水市出身の元プロサッカー選手。現役時代のポジションはフォワード（FW）。

## 来歴
元日本代表FW柳沢敦を輩出した名門富山第一高等学校時代に3年連続で全国高等学校サッカー選手権大会に出場。U-17日本代表にも選出。
2007年、J2モンテディオ山形に入団。ディフェンスの裏へ飛び出すプレーが得意でFW不足に悩む山形にとっては期待の新人だったが、豊田陽平や長谷川悠とのFW争いに割って入ることができず出場機会のないまま2008年限りで戦力外となった。ベンチ入りも2年間でわずか1試合だけだった。
2009年に、当時関東リーグに所属していた日立栃木ウーヴァSCへ移籍。主力選手として活躍し、JFL昇格に貢献した。そしてJFL1年目となった2010年シーズンはチーム最多の13得点（リーグ得点ランキングは5位タイ）を記録。特に後期第11節から16節まで6試合連続ゴールを決め、栃木ウーヴァのJFL残留に貢献した。中でも後期16節のソニー仙台FC戦ではトップチームでは初のハットトリックを達成した。
2011年シーズンはFC琉球へ完全移籍した。2012年に20得点を記録し、Y.S.C.C.の辻正男と共にJFL得点王を獲得した。2013年はJFL新記録となる開幕から8試合連続ゴールを挙げた。
2013年11月29日、J3AC長野パルセイロへの完全移籍が発表された。2014年3月9日、J3第1節の福島ユナイテッドFC戦でJリーグ初出場・初得点を記録したが、2014年・15年は共に3得点に終わった。
2015年シーズン後にどこからも声が掛からず引退を覚悟し家業のペンキ屋を継ぐため実家へ戻る数日前にJ2ザスパクサツ群馬からオファーが届き、2016年1月6日、群馬へ完全移籍。1年目から全試合に出場しJリーグでは自身初の2桁得点となる11ゴールを挙げたが、2017年はチームが低迷し自身も1得点に終わりJ3へ降格した。
2018年12月、地元・富山のカターレ富山への完全移籍が発表された。2019年は大谷駿斗、平松宗、佐々木陽次に次ぐチーム4位の5得点を挙げた。
2020年2月4日、トレーニング中に左膝前十字靭帯損傷および内側半月板損傷の重傷を負い、全治8ヶ月と診断された。12月のシーズン最終戦の出場を目標にリハビリを続けていたがメンバー入りできず、2020年は出場なしに終わった。
2021年は開幕戦からベンチ入りし、3月28日の第3節で後半から途中出場し公式戦復帰。第4節で復帰後初ゴールを決めた。
2023年10月3日に2023年をもって現役引退を発表。

## 所属クラブ
- 海王FC（射水市立塚原小学校）
- FCひがし（射水市立新湊南部中学校）
- 2004年 - 2006年 富山第一高等学校
- 2007年 - 2008年 モンテディオ山形
- 2009年 - 2010年 日立栃木ウーヴァSC/栃木ウーヴァFC
- 2011年 - 2013年 FC琉球
- 2014年 - 2015年 AC長野パルセイロ
- 2016年 - 2018年 ザスパクサツ群馬
- 2019年 - 2023年 カターレ富山

## 個人成績
| 国内大会個人成績 | 国内大会個人成績 | 国内大会個人成績 | 国内大会個人成績 | 国内大会個人成績 | 国内大会個人成績 | 国内大会個人成績 | 国内大会個人成績 | 国内大会個人成績 | 国内大会個人成績 | 国内大会個人成績 | 国内大会個人成績 |
| 年度             | クラブ           | 背番号           | リーグ           | リーグ戦         | リーグ戦         | リーグ杯         | リーグ杯         | オープン杯       | オープン杯       | 期間通算         | 期間通算         |
| 年度             | クラブ           | 背番号           | リーグ           | 出場             | 得点             | 出場             | 得点             | 出場             | 得点             | 出場             | 得点             |
| 日本             | 日本             | 日本             | 日本             | リーグ戦         | リーグ戦         | リーグ杯         | リーグ杯         | 天皇杯           | 天皇杯           | 期間通算         | 期間通算         |
| ---------------- | ---------------- | ---------------- | ---------------- | ---------------- | ---------------- | ---------------- | ---------------- | ---------------- | ---------------- | ---------------- | ---------------- |
| 2007             | 山形             | 25               | J2               | 0                | 0                | -                | -                | 0                | 0                | 0                | 0                |
| 2008             | 山形             | 25               | J2               | 0                | 0                | -                | -                | 0                | 0                | 0                | 0                |
| 2009             | 日立栃木/栃木U   | 11               | 関東1部          | 14               | 7                | -                | -                | -                | -                | 14               | 7                |
| 2010             | 日立栃木/栃木U   | 11               | JFL              | 33               | 13               | -                | -                | 1                | 0                | 34               | 13               |
| 2011             | 琉球             | 11               | JFL              | 33               | 14               | -                | -                | 1                | 0                | 34               | 14               |
| 2012             | 琉球             | 11               | JFL              | 28               | 20               | -                | -                | 1                | 0                | 29               | 20               |
| 2013             | 琉球             | 10               | JFL              | 34               | 13               | -                | -                | 2                | 0                | 36               | 13               |
| 2014             | 長野             | 9                | J3               | 22               | 3                | -                | -                | 2                | 0                | 24               | 3                |
| 2015             | 長野             | 9                | J3               | 23               | 3                | -                | -                | 2                | 0                | 25               | 3                |
| 2016             | 群馬             | 13               | J2               | 42               | 11               | -                | -                | 1                | 0                | 43               | 12               |
| 2017             | 群馬             | 7                | J2               | 36               | 1                | -                | -                | 1                | 0                | 37               | 1                |
| 2018             | 群馬             | 7                | J3               | 30               | 7                | -                | -                | 2                | 0                | 32               | 7                |
| 2019             | 富山             | 8                | J3               | 24               | 5                | -                | -                | 0                | 0                | 24               | 5                |
| 2020             | 富山             | 8                | J3               | 0                | 0                | -                | -                | -                | -                | 0                | 0                |
| 2021             | 富山             | 8                | J3               | 25               | 4                | -                | -                | 2                | 1                | 27               | 5                |
| 2022             | 富山             | 8                | J3               | 33               | 2                | -                | -                | 2                | 1                | 35               | 3                |
| 2023             | 富山             | 39               | J3               | 37               | 8                | -                | -                | 3                | 1                | 40               | 9                |
| 通算             | 日本             | 日本             | J2               | 78               | 12               | -                | -                | 2                | 0                | 80               | 12               |
| 通算             | 日本             | 日本             | J3               | 194              | 32               | -                | -                | 13               | 3                | 207              | 35               |
| 通算             | 日本             | 日本             | JFL              | 128              | 60               | -                | -                | 5                | 0                | 133              | 60               |
| 通算             | 日本             | 日本             | 関東1部          | 14               | 7                | -                | -                | -                | -                | 14               | 7                |
| 総通算           | 総通算           | 総通算           | 総通算           | 414              | 111              | -                | -                | 20               | 3                | 434              | 114              |

- Jリーグ初出場・初得点:2014年3月9日 J3第1節 福島ユナイテッドFC戦（味フィ西）

その他の公式戦
- 2014年
  - J2・J3入れ替え戦 1試合0得点

## タイトル・代表歴
- 2007年  U-17日本代表
- 2012年 日本フットボールリーグ得点王